# Cupiennius cubae
Cupiennius cubae là một loài nhện trong họ Ctenidae.
Loài này thuộc chi Cupiennius. Cupiennius cubae được Embrik Strand miêu tả năm 1909.